# Kyosuke Tagawa
Kyosuke Tagawa (田川 亨介 Tagawa Kyosuke?), född 11 februari 1999, är en japansk fotbollsspelare.
I maj 2017 blev han uttagen i Japans trupp till U20-världsmästerskapet 2017.